# ماثيو فرايز
ماثيو فرايز (بالإنجليزية: Matthew Fries)‏ هو عازف جاز أمريكي، ولد في 24 سبتمبر 1968 في سيلينسغروف في الولايات المتحدة.

## وصلات خارجية
- ماثيو فرايز على موقع أول ميوزيك (الإنجليزية)
- ماثيو فرايز على موقع ديسكوغز (الإنجليزية)

- الموقع الرسمي